# IBM 5151

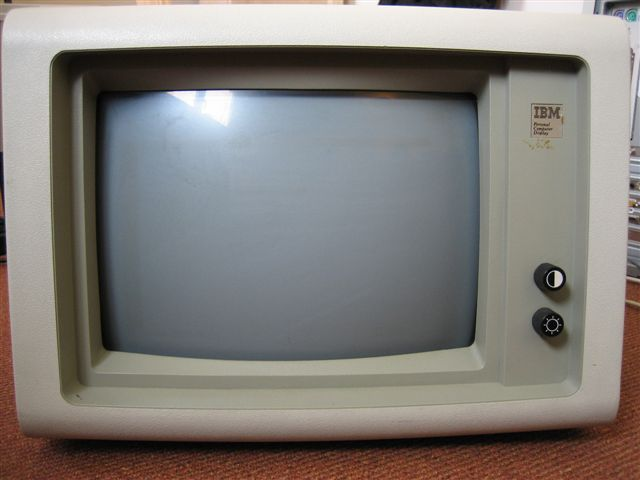
El Monitor monocromático IBM 5151

El IBM 5151 fue un monitor monocromático TTL de 12", despachado con el IBM Personal Computer original.
Producía solo colores verdes porque usaba fósforo P39. IBM diseñó su pantalla monocromática MDA para producir caracteres extremadamente bien formados para la época. El monitor fue pensado para ser conectado a un IBM Monochrome Display Adapter que no tenía modos gráficos, y solo soportaba el modo de texto 80x25, usando 9x14 pixeles por carácter. La Hercules Graphics Card tenía su resolución diseñada alrededor de este monitor, permitiendo económicos gráficos de PC de alta resolución. Algunas personas también usaron los monitores 5151 con tarjetas CGA o EGA para sus modos monocromáticos.
El monitor tiene un CRT de 11,5 pulgadas, medidas diagonalmente, con 90 grados de deflección grabado para reducir el reflejo. El monitor usaba entradas digitales TTL a través de un conector D-shell de 9 pines. Su cable de corriente se enchufa en el puerto hembra de la fuente de poder de corriente alterna del IBM PC, y por lo tanto no tiene un interruptor de encendido propio.
El monitor monocromático de IBM tenía una resolución de 350 líneas horizontales y una rata de refrescamiento de 50 Hz. IBM resolvió el problema del parpadeo de la pantalla usando fósforo P39 de alta persistencia que conserva energía durante un largo periodo de tiempo a medida que el rayo electrónico dibuja la imagen en la pantalla. Sin embargo, esto crea un efecto perjudicial de mancha cuando la imagen exhibida cambia rápidamente, o de "colas" asociado a imágenes que se mueven.
Aunque el monitor era generalmente fiable, se reconocía que en los casos excepcionales se producían fallos, el flyback TFB648 de alta tensión del monitor ('transformador de retorno') era la causa más común.

## Especificaciones
| Tipo                  | Digital, TTL                               |
| Resolución            | 720h × 350v                                |
| Tamaño                | 280mm (Alt) x 380mm (Anch) x 350 mm (Prof) |
| Peso                  | 7.9kg                                      |
| Salida de calor       | 325 BTU/Hr                                 |
| Frecuencia Horizontal | 18.432 kHz                                 |
| Frecuencia Vertical   | 50 Hz                                      |